# Арху
Арху (Арку, Арчу, Арсу, Аріцо) (*д/н — бл. 942) — 5-й маї (володар) держави Канем в 893—924 роках.

## Життєпис
Відомостей про нього обмаль. Походив з династії Дугува. Син маї Фуни та фукалсі, доньки Бегалми. Посів трон близько 893 року. Продовжив розширення родинних володінь.
Помер близько 924 року. Поховано в Негала-Бутіабо Галанбуті, що описується в хроніці «Гіргам» як риб'яче місце. Трон спадкував його син Катурі.